# Andrzej Żak
Andrzej Żak – polski matematyk, doktor habilitowany nauk matematycznych, profesor Akademii Górniczo-Hutniczej im. Stanisława Staszica w Krakowie, specjalista od matematyki dyskretnej.

## Kariera naukowa
W 2000 roku na Uniwersytecie Jagiellońskim uzyskał tytuł magistra matematyki. W 2001 roku został zatrudniony na Akademii Górniczo-Hutniczej im. Stanisława Staszica w Krakowie, gdzie w 2006 roku na jej Wydziale Matematyki Stosowanej uzyskał stopień doktora nauk matematycznych w zakresie matematyki na podstawie rozprawy pt. Podział trójkąta na trójkąty podobne, której promotorem był prof. Zdzisław Skupień. W 2015 roku Wydział Matematyki i Informatyki Uniwersytetu im. Adama Mickiewicza w Poznaniu  nadał mu stopień doktora habilitowanego nauk matematycznych w dyscyplinie matematyki na podstawie pracy pt. Pakowanie grafów.